# Arevis
Arevis (en arménien Արևիս) est une communauté rurale du marz de Syunik en Arménie. En 2011, elle compte 71 habitants.

## Géographie

### Situation
Arevis est située à 21 km de Sisian et à 125 km de Kapan, la capitale régionale.

### Topographie
L'altitude moyenne d'Arevis est de 1 950 m.

### Territoire
La communauté couvre 5 856 hectares, dont :
- 3 138 ha de terrains agricoles ;
- 1 757 ha de terrains industriels ;
- 3 ha alloués aux infrastructures énergétiques, de transport, de communication, etc. ;
- 18 ha d'aires protégées ;
- 41 ha d'eau[2].

## Politique
Le maire (ou plus correctement le chef de la communauté) d'Arevis est depuis 2007 Sasun Sahakyan.
| Début | Fin      | Nom            | Parti |
| ----- | -------- | -------------- | ----- |
| 2007  | 2011     | Sasun Sahakyan |       |
| 2011  | En cours | Sasun Sahakyan |       |

## Économie
L'économie de la communauté repose principalement sur l'agriculture.

## Démographie
| 2001 | 2008 | 2011 |
| ---- | ---- | ---- |
| 102  | 141  | 71   |